# Karl Aemilius von Werthern
Freiherr Ernst Friedrich Karl Aemilius von Werthern, auch Ernst Friedrich Karl Emil von Werthern (* 27. Februar 1774 in Gotha; † 30. August 1829 in Dresden) war ein sächsischer Jurist, zuletzt als königlich-sächsischer Konferenzminister im Rang und Titel eines Wirklichen Geheimen Rates des Königreiches Sachsen.

## Leben

### Herkunft
Ernst Friedrich Karl Aemil Freiherr von Werthern entstammte der Adelsfamilie von Werthern, genau der Wiehe’schen Linie dieses thüringischen Uradelsgeschlechts. Die Anerkennung des Freiherrenstandes für die Familie erfolgte während des kursächsischen Reichsvikariats am 3. Dezember 1711, für das Haus Wiehe mit Wappenvermehrung in Wien am 18. Mai 1714. Sein Onkel Hans Adolf Erdmann Freiherr von Werthern, ebenfalls aus dem Haus Wiehe (* 10. Januar 1721 in Wiehe; † 18. Januar 1803) wurde wie er Vizeoberhofrichter (1770), später, 1772 auch Oberhofrichter in Leipzig.
Von Werthern war der älteste Sohn des herzoglich-Sachsen-Gothaischen Kammerherrn und Oberstleutnants Karl Christian Freiherr von Werthern (* 19. April 1734 in Wiehe; † 8. Juni 1795 ebenda) und dessen Ehefrau Friederike Charlotte Louise geb. von Wangenheim aus dem Hause Sonneborn (5. Februar 1754; † 4. Februar 1815). In der am 29. Juli 1820 erfolgten Güterteilung mit seinem jüngeren Bruder, Hans Karl Leopold Freiherren von Werthern (1790–1834), großherzoglich-sächsischer Kammerherr und Major, waren Ernst Freiherrn von Werthern die thüringischen Lehngüter Bachra, Lossa, Rothenberga und Allerstedt, nebst der Erbadministration der Klosterschule Donndorf, einem 436 Hektar großen Fideikommiss, zugefallen.

### Wirken und Karriere
Freiherr von Werthern wurde in Gotha in Thüringen geboren, wo sich in Werther die Stammgüter der Familie befanden. Seine früheste Bildung erhielt er im elterlichen Haus durch verschiedene Hauslehrer. Er begann sein Studium – geleitet von dem auch als Schriftsteller tätigen Inspektor zu Altenburg-Lucka, Dr. Böhme – zuerst an der Universität Jena und beendete sein Jurastudium an der Universität Leipzig.
Nach seinem Studium begann von Werthern 1795 seine berufliche Laufbahn als Auditor an der herzoglich-sächsischen Stiftsregierung in Merseburg. Im Dezember 1796 wechselte er als adeliger Supernumerararassessor an das kursächsische Oberhofgericht nach Leipzig. Dort schloss er auch eine lebenslange Freundschaft mit dem späteren Präsidenten des Dresdner Appellationsgerichts, Karl Heinrich Ferdinand Freiherr von Teubern. Im Juni 1797 wurde von Werthern zudem zum Supernumerrar-Regierungsrat der Merseburger Stiftsregierung ernannt, wurde 1799 Domkapitular des Merseburger Doms, ab 1810 Domherr – bis zu seinem Tod.
1805 wurde von Werthern zum ordentlichen Beisitzer und Oberhofrichter am Oberhofgericht ernannt. Am 14. Mai 1807 schlug das Leipziger Konsistorium von Werthern als neuen Konsistorialdirektor vor. Die Ernennung vollzog der sächsische König am 4. Juli desgleichen Jahres mit der Verpflichtung des ständigen Wohnsitzes in Leipzig und der Entlassung aus der Merseburger Regierungsratsstelle. Am 8. Januar 1809 wurde von Werthern vom sächsischen König zudem zum Vizeoberhofrichter am Konsistorium in Leipzig ernannt. Im Dezember desgleichen Jahres gründete von Werthern eine Stiftung zur Zahlung von jährlich acht Stipendien für finanziell Minderbemittelte an der Universität Leipzig unter Anteilnahme des Königs. Durch diese Stiftung schuf er für sich und seiner Familie ein langjähriges Ansehen.

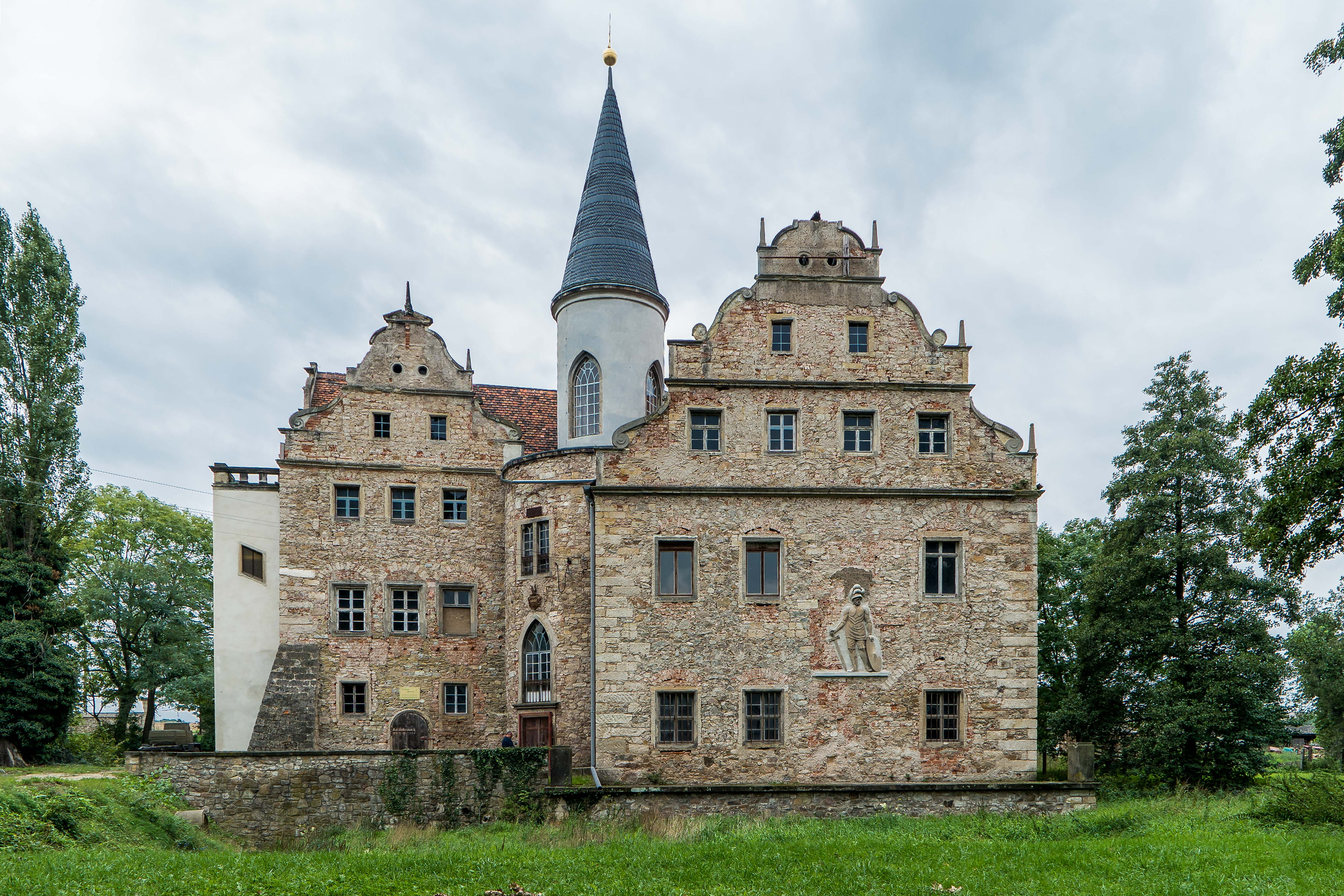
Schloss Oberau

Am 9. Dezember 1811 wurde von Werthern die Inspektion der Fürstenschule zu Grimma übertragen, die er bis 1815 innehatte. Am 17. Juli 1813 wurde von Werthern die Aufgabe erteilt, die Leitung des neuorganisierten Polizeikollegiums als Präsident des königlichen Polizeiamtes zu übernehmen, nachdem der sächsische König der Stadt Leipzig vorher die Verwaltung der städtischen Polizei aufgrund von Unruhen entzogen hatte. Einen Tag später, am 18. Juli erhielt von Werthern den Rang und den Titel eines Geheimen Rates.
Im April 1815 berief der sächsische König Friedrich August der Gerechte von Werthern auf dessen Zufluchtsort nach Preßburg, zuerst als Berater zu Fragen des Wiener Kongresses. Nach der Rückkehr des sächsischen Königs nach Dresden übertrug dieser am 17. Juli 1815 die Stelle des Kanzlers der Landesregierung in Dresden an den Freiherren von Werthern. Bei der am 12. August 1815 erfolgten Stiftung des Zivilverdienstordens war von Werthern einer der ersten Personen, die für die Treue zum König das Großkreuz, die höchste Auszeichnung des Ordens erhielt. Ab dem 1815 nahm von Werthern auch als Ordensrat an den jährlichen Sitzungen des Ordens teil. Außerdem war von Werthern Ritter des königlich-preußischen Johanniterordens.

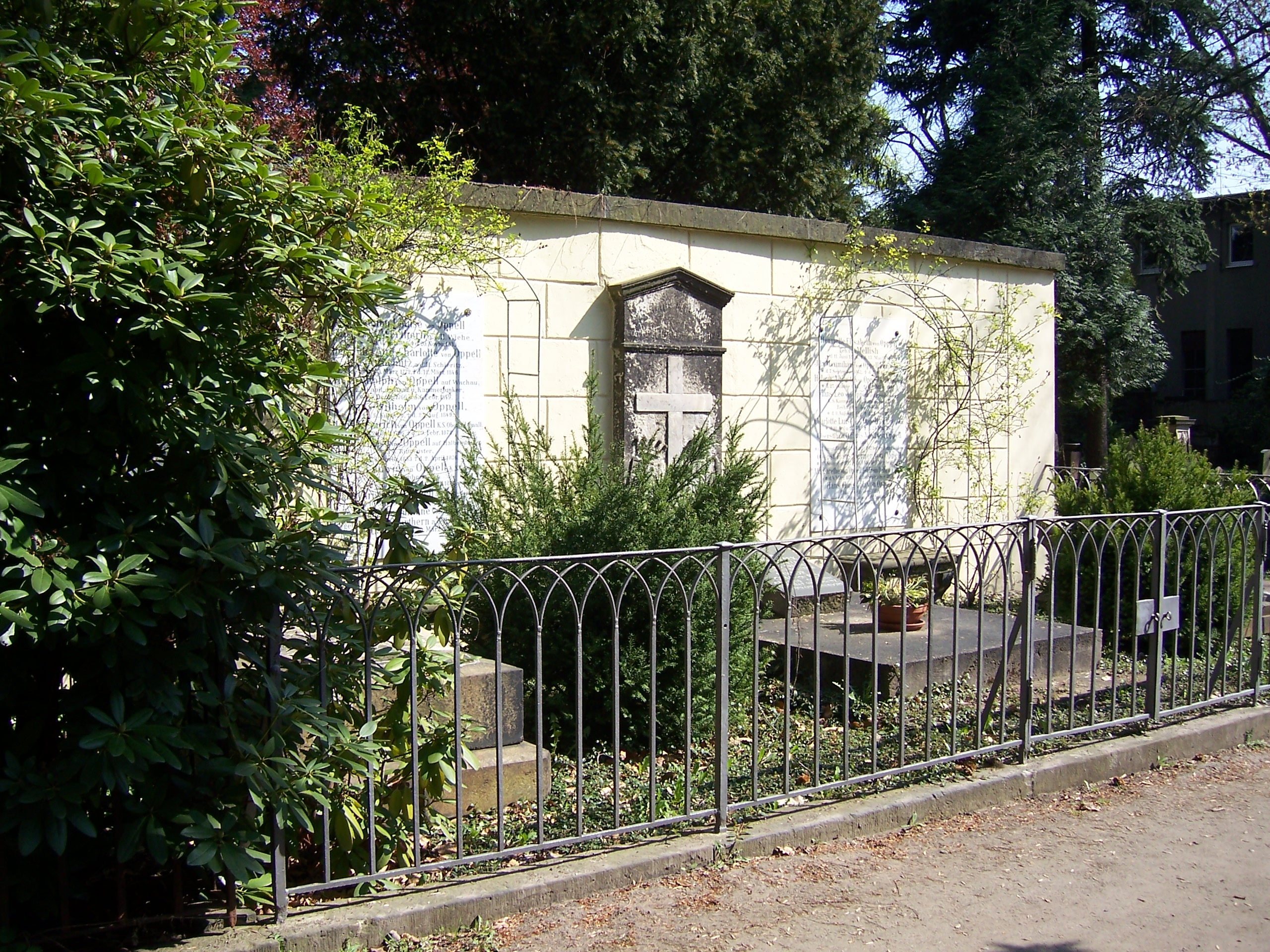
Grab von Karl Aemilius von Werthern

Nach der Neuorganisation und -bildung des Geheimen Ratskollegiums unter maßgeblicher Beteiligung von Freiherr von Werthern, wurde von Werthern am 26. Juli 1817 als Kanzler Mitglied und später, ab dem 3. Februar 1827 auch Konferenzminister der Landesregierung des Königreiches Sachsen, dessen Sitz sich in der Großen Meißner Gasse befand. Freiherr von Wertherns Verdienste bei der Neuorganisation der Verwaltung des Königreiches Sachsen nach 1815 waren u. a.: die Teilung des Justizkollegiums, dem er vorstand, in mehrere Sektionen sowie die Umgestaltung der Justizkanzlei, die Ernennung einer mit diesem Kollegium vereinigten obersten Medizinalbehörde statt des vorherigen Sanitätskollegiums und wichtige Veränderungen der obersten Polizeibehörde das Landes Sachsen. Zu dieser Zeit gab es nur wenige Vorgänge in Sachsens Legislative, in denen von Werthern nicht unmittelbaren oder mittelbaren Einfluss hatte. Viele Gesetze und Gesetzessammlungen, Mandate und Bekanntmachungen tragen seine Unterschrift. Am 19. April 1820 erhielt von Werthern den Rang und den Titel eines Wirklichen Geheimen Rates. Damit durften er und seine Ehefrau den Ehrentitel „Exzellenz“ führen. Von Werthern hatte als Rittergutsbesitzer seit 1807 seinen Landsitz auf dem Rittergut Oberau bei Meißen, wo er im Elbtal auch Weinbau betrieb. Er wohnte in Dresden zuletzt in der Neustadt im Haus 139 in der dortigen Hauptstraße. Er starb nach einer langen Erkrankung, seine sterblichen Überreste wurden auf dem Inneren Neustädter Friedhof in Dresden beigesetzt. Nach seinem Tod blieb das Amt des Kanzlers der Landesregierung des Königreiches Sachsen unbesetzt.

### Familie
Freiherr von Werthern heiratete am 27. Dezember 1805 in Glesien bei Delitzsch Henriette Luise Armgard geb. von Wuthenau (* 31. Januar 1785; † 26. November 1866 in Dresden), Oberhofmeisterin der Kronprinzessin von Sachsen und Tochter des kursächsischen Oberhofrichters und Obersteuereinnehmers Ludwig Adam von Wuthenau († 1805). Auch sein Schwiegervater hatte das Amt des Vizeoberhofrichters in Leipzig inne.
Das Paar hatte drei Töchter und einen Sohn, u. a.:
- Hans Traugott Freiherr von Werthern (* 7. November 1808 in Leipzig; † 18. Februar 1861 in Dresden), königlich-preußischer Leutnant, Ehrenritter des Johanniterordens. Er wirkte auch in Thüringen, wo er von seinem Vater das Amt des Erbadministrators der Klosterschule Donndorf übernahm. Er wohnte 1838 in Dresden, Hinter der Frauenkirche im Haus 5a,[5] ⚭ 1835 Johanne Klementine geb. von Carlowitz sa.d.H. Großhartmannsdorf (1815–1902), Tochter des Sachsen-Coburg-Gothaischen Geheimen Kammerrates, Hans Karl August von Carlowitz auf Steina, zwei Söhne.
- Susanne Maximiliane Freiin von Werthern (* 28. März 1813 in Leipzig; † 10. März 1888 in Dresden) ⚭ Hans Ludwig von Oppell (1800–1876), Domherr und Senior des Domstiftes Naumburg, königlich-sächsischer Geheimer Rat.[6]
- Auguste Henriette Freiin von Werthern (* 4. Juni 1822 in Dresden) ⚭ 1843 Alexander Freiherr von Pawel-Rammingen, herzoglich-Sachsen-Coburg-Gothischer Kammerherr, Oberstleutnant a la suite und Flügeladjutant.

Eine, zu dieser Zeit unverheiratete Tochter wohnte 1840 in der Antonstadt in der Bautzner Straße 47. Von Wertherns Witwe, Freifrau Henriette von Werthern wohnte anfangs, nach dem Tod ihres Mannes in der Moritzstraße im Haus 753, der späteren Hausnummer 17 und zuletzt in der Reitbahnstraße 2 in Dresden.

### Auszeichnungen (Auswahl)
- 1815: Großkreuz des königlich-sächsischen Zivil-Verdienstordens
- 1815: Ritterkreuz des königlich-preußischen Johanniterordens